# Бездед
Бездед (рум. Bezded) — село у повіті Селаж в Румунії. Входить до складу комуни Гирбоу.
Село розташоване на відстані 364 км на північний захід від Бухареста, 32 км на схід від Залеу, 43 км на північ від Клуж-Напоки.

## Населення
За даними перепису населення 2002 року у селі проживали 233 особи, з них 232 особи (99,6%) румунів. Усі жителі села рідною мовою назвали румунську.